# Kipu-tyttö
En la mitología finesa, Kipu-tyttö es la hermana de Loviatar, Vammatar y Kivutar. Al igual que ellas, habita en Tuonela, el reino de las tinieblas y de la muerte. Su nombre se traduce como: "muchachita del dolor". 
Ella es la divinidad de la enfermedad en su grado terminal y por ello, Kipu-tyttö le canta al sueño final. Ella tiene un aspecto aterrador; una cara oscura, picada de viruela y un cuerpo un tanto deforme. Es madre, al igual que su hermana, Loviatar, de nueve niños, que tienen nombres tan sugestivos, como cáncer, gota, úlceras, chancro y sarna.
- Datos: Q3755586